# Sikorsky S-62
Il Sikorsky S-62 Seaguard è un elicottero utility anfibio, progettato dalla statunitense Sikorsky verso la fine degli anni cinquanta. Era utilizzato dalla United States Coast Guard con la sigla HH-52 A.
Il modello impiega molti componenti del collaudato S-55 inseriti in una fusoliera ridisegnata e con possibilità di essere anfibia.

## Utilizzatori
Giappone
- Kōkū Jieitai

9 S-62J Raicho in servizio dal 1963 al 1983.
- Kaijō Jieitai

9 S-62J in servizio dal 1965 al 1986.